# 混浴温泉世界
混浴温泉世界（こんよくおんせんせかい）は、大分県別府市で3年に1回トリエンナーレ形式で開催されている国際芸術祭。国籍も多様なアーティストが別府温泉に滞在し構想した新作を発表する。2015年の3回目に終了する。

## 概要
別府現代芸術フェスティバル「混浴温泉世界」は、大分県別府市で3年に1回開催されている市民主導型の芸術祭。2009年に始まり2012年に第2回展が開催された。
湯けむりや、町の猥雑さ、移民文化などの独自の文化や景観から、別府を「いたるところに不思議が顔をのぞかせる魔術的な港町」(公式HP／概要より抜粋)と捉え、別府の持つさまざまな個性とアーティストの出会いから、サイトスペシフィックなアートプロジェクトを誕生させる。

### 名称について
「混浴温泉世界」の名称は、性別や国籍、年齢などを超え、時間や場を共有してほしいという願いと、「混浴温泉」の持つ寛容性や多様性から名付けられた。
- コンセプト文

大地から湯が湧きだし、窪みに溜まる。それは誰のものでもない。
人はそれを慈しみ、自発的に守り維持する。
そして、ここに住む人も旅する人も、男も女も、服を脱ぎ、湯につかり、
国籍も宗教も関係なく、武器も持たずに丸裸で、それぞれの人生のあるときを共有する。
しかし、つかりつづければ頭がのぼせ、誰もそのままではいられない。
入れ替わり湯から上がり、三々五々、ここを去っていく。
人は必ずここを立ち去り、再び訪れる。ゆるやかな循環。—別府現代芸術フェスティバル「混浴温泉世界」総合ディレクター芹沢高志、「混浴温泉世界 場所とアートの魔術性」（ISBN 978-4-309-90864-9 河出書房新社 2010年）

## 2009年
「パスポート」とよばれる鑑賞チケットと地図を片手に温泉、港、商店街、神社などに点在するアート作品を巡る、旅をテーマにした芸術祭。
8組の国際的なアーティストが参加した展覧会「アートゲート・クルーズ」、ダンスプログラム「ベップダンス」、音楽ライブ「ベップオンガク」、若手アーティストによる展覧会「わくわく混浴アパートメント」が展開された。
- 期間：2009年4月11日（土）〜6月14日（日） 65日間
- 開催場所：別府市内各所（中心市街地、鉄輪地区、別府国際観光港 ほか）
- 主催：別府市、別府現代芸術フェスティバル2009実行委員会[2]

### 関連
文化庁長官表彰（文化芸術創造都市部門）受賞
この事業を含む、これまでの文化事業の成果が認められ、別府市は文化庁長官表彰（文化芸術創造都市部門）を受賞した。
マイケル・リンの壁画作品
「アートゲート・クルーズ」招聘アーティストのマイケル・リンが制作した壁画作品は、平成24年度版 中学校美術科教科書(日本文教出版株式会社)に掲載された。

## 2012年
別府八湯になぞらえ、美術、ダンスからなる8つのアートプロジェクトを展開。それぞれのアートプロジェクトが、かけがえのない体験と鮮烈な記憶を残すものとなるよう、「8つの想像力の源泉」をテーマに設計された。
2010年から開始された市民文化祭「ベップ・アート・マンス」も同時開催され、ダンス公演やライブイベント展覧会など、多彩なイベントが展開された。
- 期間：2012年10月6日（土）〜12月2日（日） 58日間
- 開催場所：別府市内各所（浜脇地区、中心市街地、鉄輪地区、別府国際観光港エリア）
- 主催：別府現代芸術フェスティバル「混浴温泉世界」実行委員会

### 関連
旅手帖 beppu
公式ガイドブックとして「旅手帖 beppu　混浴温泉世界特集号」を全国で無料配布した。
国東半島アートプロジェクト
「混浴温泉世界」チケット購入者は、会期中に大分県国東半島で開催された「国東半島アートプロジェクト2012」のツアーバスに無料で乗車できた。
廣瀬智央「浜脇の長屋」
混浴温泉世界2012で制作された、別府市浜脇エリアの古い長屋を作品化した「天空の庭」と「カボスの家」は、会期終了後に作品空間に宿泊できる施設「浜脇の長屋」としてリニューアルした。

## 2015年
最後に開催された。まちの記憶とアーティストの対話が生み出す未知の世界を体験する少人数のアートツアー「アートゲートクルーズ」を実施。2009年まで現役のストリップ劇場だった「永久別府劇場」を会場に、現代美術家や照明デザイナー、パフォーマーが繰り広げるお化け屋敷を制作した。
- 期間：2015年7月18日（土）〜9月27日（日）
- 開催場所：大分県別府市内各所(中心市街地、鉄輪地区)
- 主催：別府現代芸術フェスティバル「混浴温泉世界」実行委員会

### 関連
おおいたトイレンナーレ2015
大分市で開催される“トイレ”を舞台としたアートイベント。